# 333264 Gabriel
333264 Gabriel è un asteroide della fascia principale esterna. Scoperto nel 2006, presenta un'orbita caratterizzata da un semiasse maggiore pari a 3,121674 UA e da un'eccentricità di 0,124094, inclinata di 16,114860° rispetto all'eclittica.
Gabriel Lugo è un ingegnere meccanico specializzato nella progettazione. Crea strumenti e componenti personalizzati per gli scienziati che si occupano della cura di astromateriali. È il primo laureato universitario della sua famiglia messicano-americana.